# Anta da Arca
A Anta da Arca é um monumento megalítico situado em Paranho de Arca, na antiga freguesia de Arca, em Oliveira de Frades, Portugal. Localiza-se na EN230, km 48,5, entre Águeda e Caramulo, acesso à esquerda em Paranho de Arca, cerca de 50 m de caminho de terra.
Datada do período Calcolítico, a anta foi classificada como Monumento Nacional por decreto de 16 de Junho de 1910.

## História
A Anta da Arca é mencionada no Diccionario Geographico (1747-1752) de Luís Cardoso e também nas Memórias Paroquiais de 1758, onde é descrita como "hum grande Lapam de pedra groça suspensa no ar sobre outra tres pedras postas ao alto, que sam da mesma qualidade de pedra groça e muar", e se indica que "tem por nome a Pedra da Arqua, e sempre conservou o mesmo nome the onde chega a memoria dos homens".
Porém, a primeira menção científica ao monumento foi realizada por José Leite de Vasconcelos num artigo de 1898, publicado n'O Arqueólogo Português. Ali, Leite de Vasconcelos revela sua intenção de explorar a anta, o que ocorreria apenas em 1921.

## Características
Acredita-se que a Anta da Arca tenha sido construída no Calcolítico tardio. Trata-se de um dólmen com câmara poligonal irregular composta por cinco ou sete esteios (blocos verticais) e cobertura. Vários esteios estão já partidos, o que dificulta a interpretação da estrutura original, mas três dos esteios estão completos e sustentam uma grande laje (tampa ou mesa) a cobrir o espaço interior. A câmara é de grandes dimensões, medindo 4,5 m de comprimento, 3,75 m de largura e 2,65 m de altura. A laje apoiada pelos três esteios tem bordas arredondadas e mede 4,20 m de comprimento e 3,20 m de largura, aproximadamente.

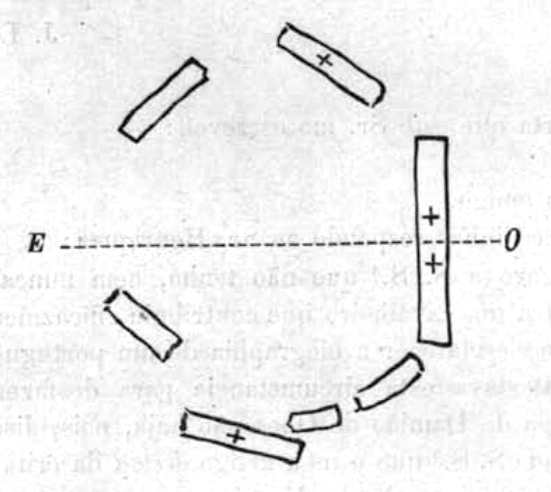
Planta da Anta da Arca desenhada por José Leite de Vasconcelos (1898). A câmara está aberta para o lado leste (E). Os símbolos "+" ou "++" indicam as pedras que sustentam a laje de cobertura.

A Anta da Arca tem a particularidade de não ter corredor e ser desprovida de mamoa, o que a torna diferente dos dólmens da Beira Alta. Na região, apenas se observa um dólmen desprovido de corredor na Anta de Pera de Moço, no Concelho da Guarda. É possível, porém, que a Anta da Arca tenha tido primitivamente um corredor e que as pedras do mesmo tenham sido perdidas e reaproveitadas em construções vizinhas.

## Lenda
Segundo uma lenda, a anta foi construída por uma moura encantada, que chegou ao local carregando a pedra da laje sobre a cabeça enquanto fiava. A moura aparece na Noite de São João exibindo um tesouro de objectos de ouro, que se encontra escondido na anta. Aqueles visitantes que admirem mais os objectos de ouro que os olhos da moura são transformados em pó. Conta-se também que o tesouro da anta pode ser obtido rezando a São Cipriano, mas que as tentativas de consegui-lo falharam. O motivo folclórico de uma moura sobrenatural que constrói e habita dólmens, incluindo o detalhe da roca de fiar, é uma tradição de origem medieval muito popular em Portugal, Galiza e outras regiões da Península.